# Municipio de Oakwood (Illinois)
El municipio de Oakwood (en inglés: Oakwood Township) es un municipio ubicado en el condado de Vermilion en el estado estadounidense de Illinois. En el año 2010 tenía una población de 3507 habitantes y una densidad poblacional de 20,93 personas por km².

## Geografía
El municipio de Oakwood se encuentra ubicado en las coordenadas 40°7′57″N 87°50′18″O / 40.13250, -87.83833. Según la Oficina del Censo de los Estados Unidos, el municipio tiene una superficie total de 167.57 km², de la cual 166.7 km² corresponden a tierra firme y (0.52%) 0.87 km² es agua.

## Demografía
Según el censo de 2010, había 3507 personas residiendo en el municipio de Oakwood. La densidad de población era de 20,93 hab./km². De los 3507 habitantes, el municipio de Oakwood estaba compuesto por el 97.95% blancos, el 0.31% eran afroamericanos, el 0.11% eran amerindios, el 0.11% eran asiáticos, el 0.03% eran isleños del Pacífico, el 0.34% eran de otras razas y el 1.14% pertenecían a dos o más razas. Del total de la población el 1.88% eran hispanos o latinos de cualquier raza.